# Ausztrál terrier
Az ausztrál terrier egy ausztrál származású kutyafajta. Eredeti neve: Australian Terrier

## Külső megjelenése
Apró termetű, de keménykötésű, izmos eb. Feje hosszú. Szeme sötétbarna. Füle hegyes, felálló. Háta hosszú, egyenes, feszes, ágyéka erőteljes, mellkasa a könyökéig ér, hasa enyhén felhúzott. Végtagjai rövidek, egyenesek, párhuzamosak. Farkát kissé rézsútosan felfelé tartja; csonkolják. Szőrzete hosszú, de nem annyira, mint a yorkshire terrieré. Bundája kékesfekete vagy ezüstszürke, cserbarna rajzolattal, ill. vöröses homokszínű.

## Eredete
Ausztráliában tenyésztették ki a yorkshire, a skye, a cairn és a norwich terrier keresztezése révén.

## Jellemzői
Bátor, harcias, megbízható, kitartó, aktív.
Alkalmazása: Kiváló kotorékeb, de hazájában elsősorban arról nevezetes, hogy rendkívül eredményes patkány-, üreginyúl- és kígyóölő. Jelző- és társasági kutyaként is tartják.

## Méretei
- Marmagasság: legfeljebb 25 cm
- Testtömeg: 4,5-6,5 kg

Várható élettartam:14 év